# Fodinoidea rectifascia
Fodinoidea rectifascia är en fjärilsart som beskrevs av Collenette 1930. Fodinoidea rectifascia ingår i släktet Fodinoidea och familjen björnspinnare. Inga underarter finns listade i Catalogue of Life.